# Universidad de San Carlos de Guatemala
Die Universidad de San Carlos de Guatemala (USAC) ist die staatliche Universität von Guatemala. Es ist die älteste und größte Universität Zentralamerikas (Gründung 1676). Der Sitz ist   Guatemala-Stadt.

## Geschichte

### Vorgründungszeit
Bereits seit Beginn des 16. Jahrhunderts boten in Guatemala einige Gymnasien, wie das Colegio de Santo Domingo, das Colegio de San Lucas, das Colegio Tridentino und das Colegio de San Francisco ein akademisches Vorlesungswesen an. Die beiden Erstgenannten verfügten auch vorübergehend über befristete Genehmigungen zur Verleihung akademischer Grade.
Im Jahre 1562 gründete dann der erste Bischof von Guatemala, Francisco Marroquín, für Stipendiaten aus ärmeren Verhältnissen ein Studienkolleg (Colegio Universitario de Santo Tomás) mit den Studiengängen Philosophie, Jura und Theologie. Dieses wurde zum unmittelbaren Vorläufer der späteren Universität.
Im Jahre 1646 stiftete der Königliche Oberpostdirektor (Correo Mayor) Pedro Crespo Suárez dem Dominikanerorden eine Summe von 20.000 Pesos für die Gründung einer Universität. Dies veranlasste den Stadtrat der damaligen Hauptstadt Santiago de Guatemala, im Jahre 1652 den spanischen König um eine entsprechende Erlaubnis zu ersuchen.

### Gründung und Kolonialzeit
Die Universität wurde durch Erlass des spanischen Königs Karl II. vom 31. Januar 1676 gegründet. Dabei ging das Colegio Universitario de Santo Tomás mit seinem – durch Schenkungen des Bischofs Marroquín und anderer Gönner – nicht unbeträchtlichen Vermögen in der neuen Universität auf. Die Einrichtung des ersten Lehrstuhls konnte am 18. Dezember 1680, die offizielle Eröffnung der Universität am 7. Januar 1681 gefeiert werden.
In der Anfangszeit hatte die Universität ihren Sitz in einem Gebäude innerhalb des Dominikanerklosters von Santiago de Guatemala. Neben den üblichen Fakultäten ihrer Zeit – beiden Rechten (Zivilrecht und kanonisches Recht), Medizin, Philosophie und Theologie – bot sie auch das Studium indigener Sprachen an. Neben scholastischen Doktrinen wurden auch moderne Philosophie und später die Lehren englischer und französischer Wissenschaftler des 18. Jahrhunderts vermittelt. Das Studium stand allen offen, unabhängig von Stand und Herkunft: Criollos und Spaniern ebenso wie Indianern. Unter ihren ersten Absolventen finden sich sowohl Namen indigener Herkunft als auch von Personen aus dem einfachen Volk.
Internationale Bedeutung erreichte die Universität, als Papst Innozenz XI. sie durch päpstliche Bulle vom 18. Juni 1687 zur Pontifikaluniversität (Real y Pontífica Universidad de San Carlos de Guatemala) erhob.
1758 zog sie in die Casa de Alcántara gegenüber der Kathedrale um. Nachdem Santiago de Guatemala 1773 durch ein Erdbeben fast völlig zerstört und die heutige Hauptstadt gegründet worden war, zog auch die Universität 1777 nach Guatemala-Stadt um.
Im Laufe der Kolonialzeit studierten mehr als fünftausend Studenten an der Universität.

### Die postkoloniale Universität bis heute
Ende des 19. Jahrhunderts verlor die Universität unter der Regierung von Manuel Estrada Cabrera ihre Autonomie. Diese erlangte sie erst am 9. November 1944 durch Erlass der damals regierenden „Revolutionären Junta“ wieder. Diese wurde sodann auch in der Verfassung Guatemalas von 1945 verankert. Die Universität ist seither unabhängig hinsichtlich der Auswahl von Personal und Studenten, der inneren Verwaltung, der Verfügung über ihr Vermögen und die ihr garantierten staatlichen Zuschüsse sowie hinsichtlich der Eingehung internationaler Kooperationen.
Während der Zeit des Bürgerkriegs in Guatemala (1963-96) war die Universität San Carlos ein Zentrum des friedlichen ebenso wie des bewaffneten Widerstands gegen die Regierung, insbesondere gegen die bis 1986 herrschenden Militärregime. Dies führte dazu, dass sie auch im Zentrum der Repression durch das Militär stand. Insbesondere in der ersten Hälfte der 1980er Jahre fielen zahlreiche Professoren und Studenten der Universität der Gewalt zum Opfer.

### Bedeutende Lehrer und Studenten der Universität
| Emilio Arenales Catalán       | Diplomat und Politiker                                | 1922–1969 | Student (Jura)               |
| Miguel Ángel Asturias         | Schriftsteller (Nobelpreis 1967) und Diplomat         | 1899–1974 | Student (Jura)               |
| Juan José de Aycinena y Piñol | Priester und Politiker                                | 1792–1865 | Student (Theologie und Jura) |
| Mariano de Aycinena y Piñol   | Staatschef (1827–1829)                                | 1789–1855 | Student (Jura)               |
| Pedro de Aycinena y Piñol     | Staatspräsident (1865)                                | 1802–1897 | Student (Jura)               |
| Marco Vinicio Cerezo Arévalo  | Staatspräsident (1986–1991)                           | * 1942    | Student (Jura)               |
| José Matías Delgado           | Zentralamerikanischer Freiheitskämpfer und Staatschef | 1767–1832 | Student (Theologie und Jura) |
| José Cecilio Del Valle        | Zentralamerikanischer Freiheitskämpfer                | 1780–1834 | Student (Jura)               |
| Mariano Gálvez                | Staatschef (1831–1838)                                | 1794–1862 | Student (Jura)               |
| Antonio José de Irisarri      | Erster Director Supremo von Chile (1814)              | 1786–1868 | Student                      |
| Antonio Larrazábal            | Priester und Politiker                                | 1769–1853 | Student (Theologie und Jura) |
| Pedro Molina                  | Zentralamerikanischer Freiheitskämpfer                | 1777–1854 | Student (Medizin)            |

## Forschung

### Institutionen
Neben den Angeboten der Fakultäten und Schulen gibt es ein Zentrum für Sprache (Centro de Aprendizaje de Lenguas), ein Zentrum für urbane und regionale Studien (Centro de Estudios Urbanos y Regionales) und ein Zentrum für interethnische Studien (Centro de Estudios Interétnicos).

### Bibliotheken

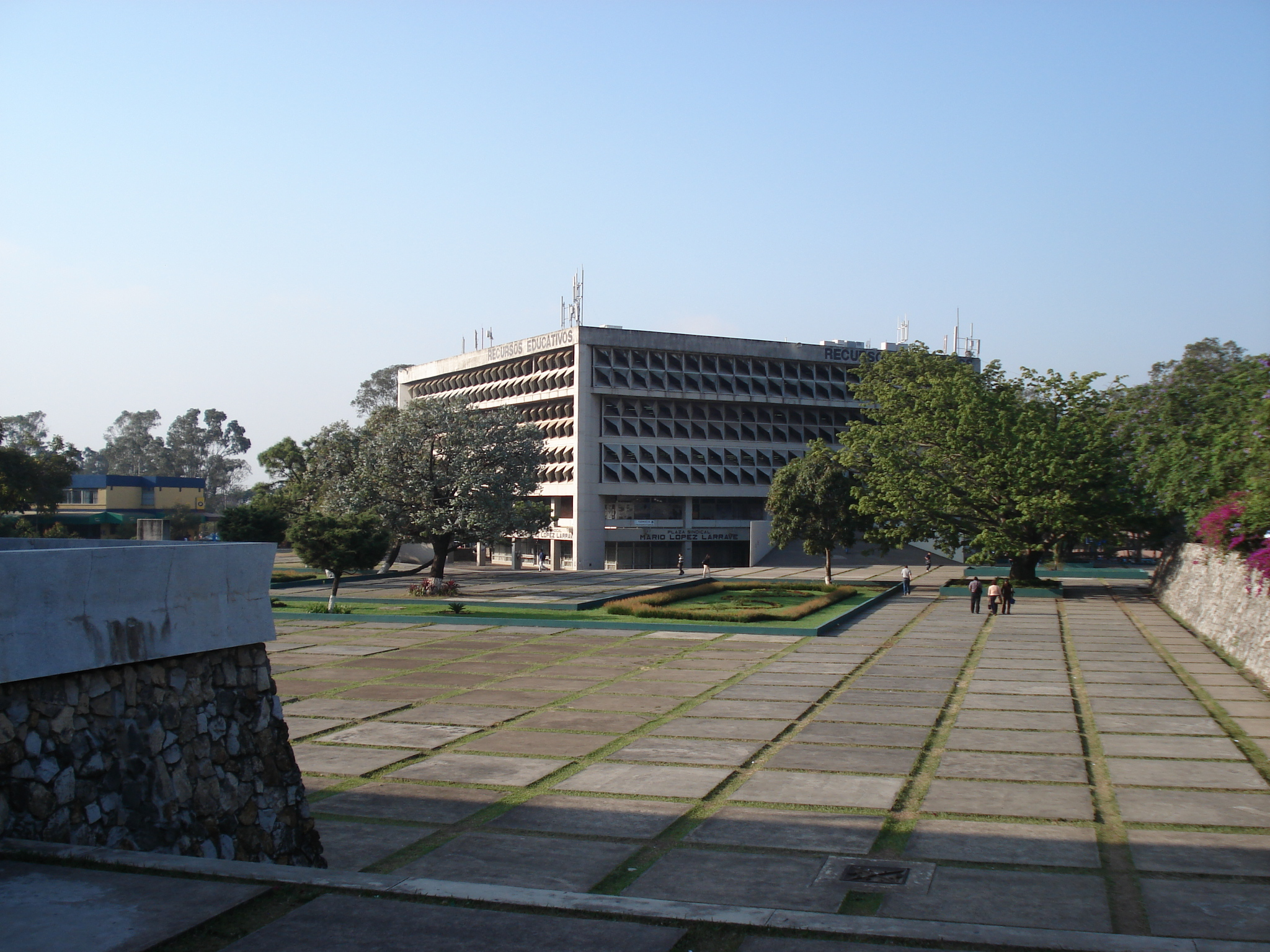
Universitätsbibliothek

Seit 1974 verfügt die Universität über eine Zentralbibliothek, in der sämtliche Fakultäts- und Spezialbibliotheken zusammengefasst worden sind. Das von den Architekten Max Holzheu Stollreiter und Augusto de León Fajardo sowie dem Künstler Luis Díaz Aldana entworfene Bibliotheksgebäude wurde von der UNESCO prämiert. Seit 1993 sind Katalog und Ausleihe automatisiert und über das Internet zugänglich.
Neben der Zentralbibliothek unterhält die Universität kleinere Bibliotheken an ihren externen Standorten (siehe: „Campus“).

### Kooperationen und Mitgliedschaften
Die Universität unterhält über 100 internationale Kooperationsabkommen mit Universitäten und wissenschaftlichen Einrichtungen in 27 Ländern, insbesondere in Spanien, Mexiko und den USA. Unter anderem ist sie auch Vertragspartner des DAAD. Darüber hinaus ist sie Mitglied des Netzwerks lateinamerikanischer und karibischer Universitäten.

## Lehre
Die Universität ist in 10 Fakultäten und 6 Schulen gegliedert. Diese bieten 102 Licenciatur- und Master-Studiengänge an.

### Fakultäten
Folgende Fakultäten und Schulen gibt es an der Universität:
- Agronomie
- Architektur
- Wirtschaftswissenschaften
- Rechts- und Sozialwissenschaften
- Medizin
- Chemie und Pharmazie
- Humanwissenschaften
- Ingenieurwissenschaften
- Veterinärmedizin
- Zahnmedizin

### Schulen
- Politikwissenschaften
- Kommunikationswissenschaften
- Psychologie
- Pädagogik
- Geschichte
- Sozialarbeit

## Campus
Der zentrale Campus der Universität befindet sich in der Zone 12 im Nordwesten von Guatemala-Stadt.
Darüber hinaus verfügt die Universität über 10 über das ganze Land verteilte Standorte:
- Centro Universitario de Petén in Santa Elena, Petén
- Centro Universitario de Izabal in Puerto Barrios, Izabal
- Centro Universitario del Norte in Cobán, Alta Verapaz
- Centro Universitario de Noroccidente in La Mesilla, Huehuetenango
- Centro Universitario de Occidente in Quetzaltenango
- Centro Universitario de San Marcos in San Marcos
- Centro Universitario de Oriente in Chiquimula
- Centro Universitario del Sur in Escuintla
- Centro Universitario de Suroccidente in Mazatenango, Suchitepéquez
- Centro Universitario de Suroriente in Jalapa